# Picoaga (manzana)
Picoaga es el nombre de una variedad cultivar de manzano (Malus domestica) Esta manzana está cultivada en la colección de la Estación Experimental Aula Dei (Zaragoza). Así mismo está cultivada en la colección del Banco de Germoplasma del manzano de la Universidad Pública de Navarra con el nombre de 'Piko Sagarra', y con el Nº BGM028, ejemplares procedentes de esquejes localizados en Bera localidad en la comarca de Cinco Villas, en la Merindad de Pamplona Navarra.

## Sinónimos
- "Manzana Picoaga" en Zaragoza,[8]
- "Piko Sagarra" en Navarra,[5]
- "Piku Sagarra" en País Vasco.[9]

## Características
El manzano de la variedad 'Picoaga' tiene un vigor medio. El árbol tiene tamaño medio y porte erecto, con tendencia a ramificar media, con hábitos de fructificación en ramos cortos y largos; ramos con pubescencia débil; presencia de lenticelas muy escasas; grosor de los ramos medio; longitud de los entrenudos corta.
Las flores son de un tamaño medio; con la disposición de los pétalos superpuestos; color de la flor cerrada rosa oscuro, y el color de la flor abierta 
blanco rosado; longitud estilo/estambres iguales; punto de soldadura estilo, cerca de la base; época de floración muy tardía, con una duración de la floración media. Incompatibilidad de alelos S3 S5 S9.
Las hojas tienen una longitud del limbo de tamaño pequeño, con color verde, pubescencia presente, con la superficie mate. Forma del limbo es fusiforme, forma del ápice achatado, forma de los dientes ondulados, y la forma de la base del limbo puntiagudo. Plegamiento del limbo plegado, con porte erguido; estípulas filiformes; longitud del pecíolo medio.
La variedad de manzana 'Picoaga' tiene un fruto de tamaño pequeño, de forma globosa cónica ancha; con color de fondo verde amarillento, con importancia del sobre color alto, color del sobre color rojo, reparto del sobre color en placas continuas, y una sensibilidad al "russeting" (pardeamiento áspero superficial que presentan algunas variedades) débil; con una elevación del pedúnculo sobresale poco, grosor de pedúnculo fino, longitud del pedúnculo media, anchura de la cavidad peduncular pequeña, profundidad cavidad pedúncular pequeña, importancia del "russeting" en cavidad peduncular media; anchura de la cavidad calicina pequeña, profundidad de la cavidad calicina pequeña, importancia del "russeting" en cavidad calicina débil; apertura de los lóbulos carpelares abiertos; apertura del ojo cerrado; color de la carne blanca con alguna fibrilla verdosa; acidez débil, azúcar medio; textura  muy blanda, esponjosa, nada crujiente, no muy
jugosa; sabor soso-amargo.
Época de maduración y recolección tardía. Se usa como manzana de elaboración de sidra, y como variedad de manzana de reserva genética.

## Susceptibilidades
- Oidio: ataque débil
- Moteado: ataque débil
- Fuego bacteriano: ataque medio
- Carpocapsa: ataque medio
- Pulgón verde: ataque medio
- Araña roja: ataque medio.[5][12]